# Ridi Vihara
Ridi Vihara (Sinhalese: රිදී විහාරය) o Temple de Plata és un temple budista Theravada del segle II aC del poble de Ridigama, Sri Lanka. Construït durant el regnat de Dutthagamani d'Anuradhapura, el temple és considerat com el lloc on la mena de plata que va aportar la plata per completar el Ruwanwelisaya; una del més grans stupes a Sri Lanka, va ser descoberta. Segons les cròniques Mahavamsa i Thupavamsa, el Ridi Viharaya va ser construït en agraïment per ajudar-lo en el seu somni de completar la Ruwanwelisaya.

## Ubicació

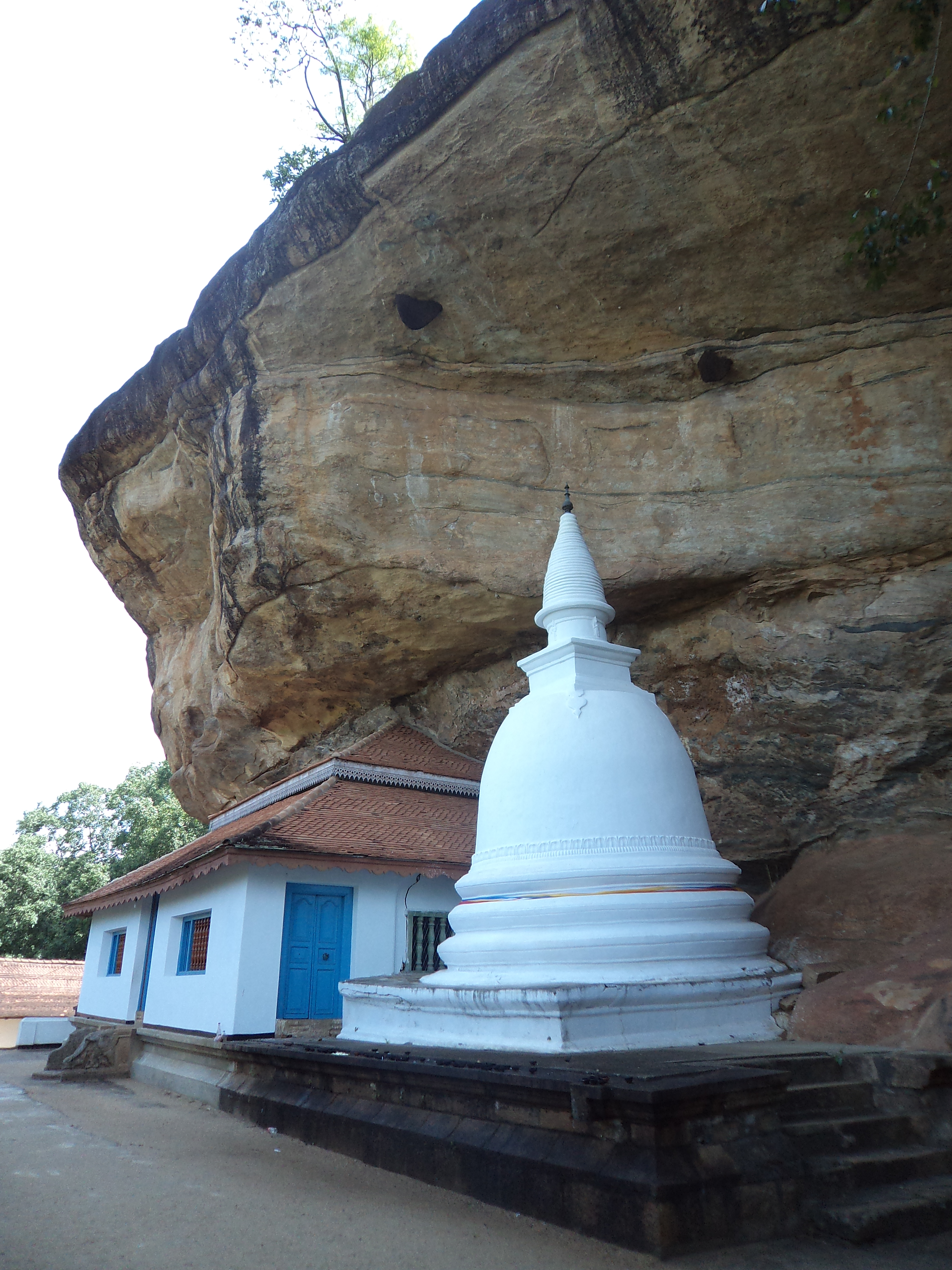
Uda Viharaya i stupa adjacent

Aproximadament 18 km nord-est de Kurunegala, a la ciutat de Ridigama. Kurunegala és a 94 km nord-est de Colombo, la capital de Sri Lanka. El temple és aproximadament a 10 quilòmetres de Ibbagamuwa, a la autopista A6, que connecta Kurunegala i Dambulla.

## Història
Dutthagamani de Anuradhapura, un rei de Sri Lanka conegut per la seva campanya que va derrotar a l'usurpador tàmil Elara del regne Cola (va regnar de 161 aC a 137 aC) i va regnat a Anuradhapura. A la seva victòria sobre Elara, va iniciar la construcció de la Ruwanwelisaya, també coneguda com la "Gran Stupa", un dels monuments més alts construïts abans del segle xx. Entre altres materials, la plata va ser utilitzada pee la base de la stupa
Uns mercaders van trobar una cova amb una mena de plata. Van informar al monarca del seu descobriment. La mena va proporcionar la quantitat requerida de plata per la feina de construcció. En agraïment, va construir un complex de temple en la mena de plata, emprant 300 paletes i 700 altres treballadors incloent al seu artesà principal Vishwakarma Prathiraja.
Hi ha aproximadament vint-i-cinc coves al voltant del temple, els quals són habitades per monjos arhat (perfectes), des de l'arribada del Arhat Mahinda al segle iii aC. El temple va ser reviscut en el segle xviii dC, durant el regnat de Kirti Sri Rajasinha de Kandy (1746-1778). Uda Viharaya va ser afegit al complex durant aquest període. També hi ha diverses capelles associades: Kumara Bandara Devalaya i Paththini Devalaya. Ridi Viharaya està ara sota el capítol Malwatte de temples budistes a Sri Lanka.